# Baniana
Baniana é um gênero de traça pertencente à família Arctiidae.